# Verbandsgemeinde Betzdorf-Gebhardshain
La comunità amministrativa Betzdorf-Gebhardshain (Verbandsgemeinde Altenkirchen-Flammersfeld) si trova nel circondario di Altenkirchen (Westerwald) nella Renania-Palatinato, in Germania.
La comunità amministrativa è stata costituita nel 2017 dalla fusione delle comunità amministrative di 
Betzdorf e Gebhardshain e comprende 17 comuni.

## Comuni
Fanno parte della comunità amministrativa i seguenti comuni:
| Comune, città            | Sup. (km²) | Abitanti |
| ------------------------ | ---------- | -------- |
| Alsdorf                  | 5,92       | 1 512    |
| Betzdorf, città          | 9,56       | 10 099   |
| Dickendorf               | 1,45       | 334      |
| Elben                    | 2,38       | 334      |
| Elkenroth                | 8,15       | 1 838    |
| Fensdorf                 | 2,17       | 374      |
| Gebhardshain             | 5,95       | 1 904    |
| Grünebach                | 2,52       | 504      |
| Kausen                   | 3,62       | 768      |
| Malberg                  | 4,31       | 1 004    |
| Molzhain                 | 2,91       | 550      |
| Nauroth                  | 6,87       | 1 174    |
| Rosenheim                | 4,10       | 754      |
| Scheuerfeld              | 2,66       | 2 068    |
| Steinebach/Sieg          | 4,54       | 1 283    |
| Steineroth               | 2,53       | 541      |
| Wallmenroth              | 3,86       | 1 185    |
| VG Betzdorf-Gebhardshain | 73,51      | 26 226   |

(Abitanti al 31 dicembre 2021)